# مصحف قاليور

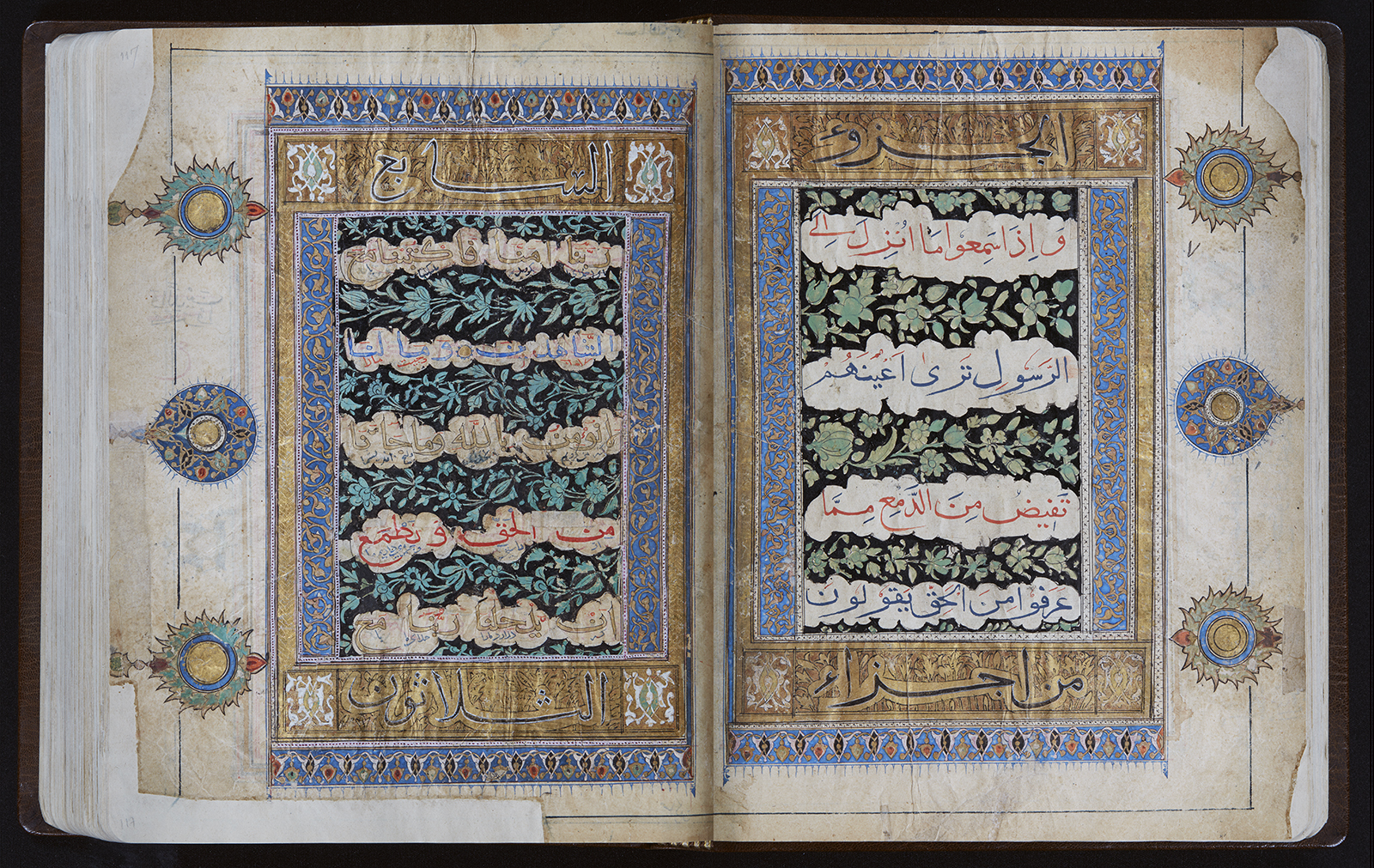
صفحة مزدوجة من قرآن غولير

مصحف قاليور هو مخطوطة قرآنية أو مصحف انتهى منها خطاطها في عام 1399 في قلعة قاليور [الإنجليزية] في سلطنة دلهي في الهند الحديثة. تُعد هذه المخطوطة أقدم مخطوطة قرآنية مزخرفة معروفة من سلطنة دلهي وأقدم مثال معروف للخط البهاري، وهو أسلوب خطي ذو أصول متنازع عليها، ولكنه يظهر بشكل أساسي في أعمال من سلطنة دلهي. وهو أيضًا أقدم مصحف مؤرخ يحتوي على فلنامة، وهو قسم يستخدم في النسفر. وهو معروض حاليًّا في متحف الآغا خان في تورنتو بكندا.

## الأصول
تشير بيانات نسخة قرآن قاليور إلى أنها اكتملت في عام 1399 في حصن قاليور في قاليور ونسخها محمود شعبان. بخلاف المعلومات المقدمة في الصفحة الأخيرة، لا يُعرف الكثير عن الرعاية أو السياق التاريخي المحيط بالمخطوطة. وفقًا للسجلات الفارسية لسلاطين سلالة تغلق في سلطنة دلهي، كانت مدينة قاليور محتلة من سلالة تونوار الهندوسية.

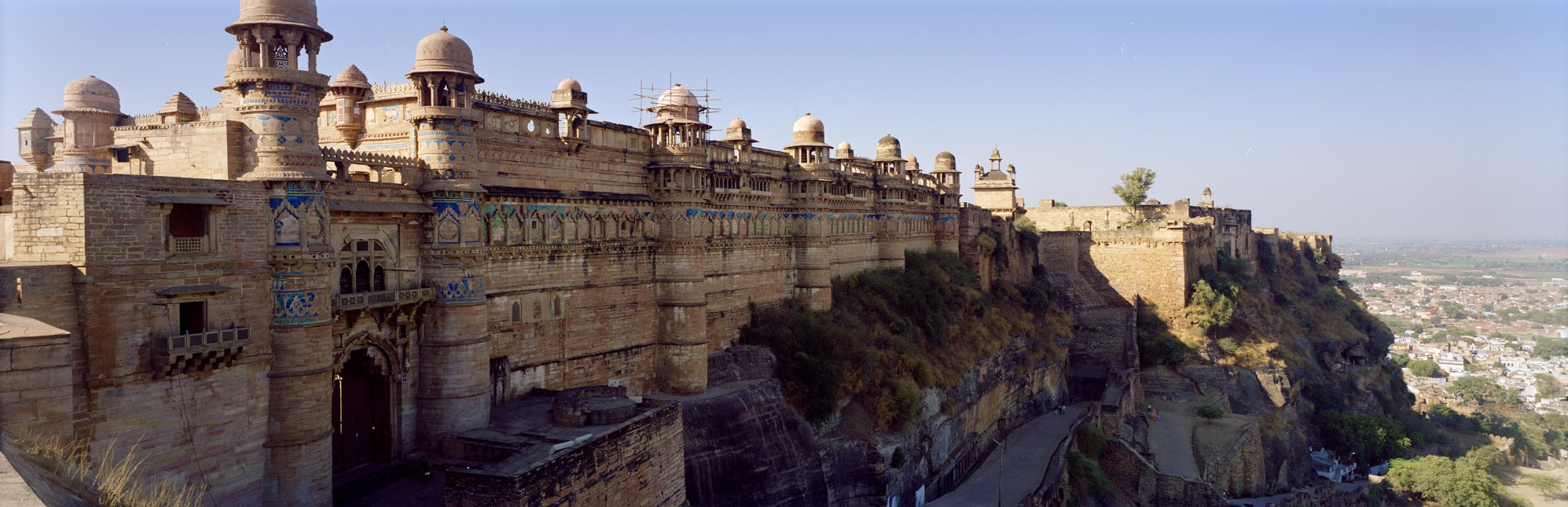
منظر لقلعة قاليور، 2009

ومع ذلك، تشير بعض النصوص الفارسية المتعلقة بالسيرة الذاتية إلى أن المخطوطة أحضرها الشيخ الصوفي جيسو داراز [الإنجليزية] الذي كان يفر من حصار تيمور لدلهي عام 1398 [الإنجليزية]، ولم تكتمل إلا في قاليور. في حين أن التسلسل الزمني الدقيق لإنشاء قرآن جواليور غير معروف، فإن إنتاج وأسلوب المصحف تأثر بطرق التجارة والتبادلات الثقافية بين الهند وإيران ومصر المملوكية ومجموعات أخرى من العصر جنبًا إلى جنب مع التأثيرات الأسلوبية من المصاحف (المخطوطات القرآنية) للإيلخانيين والغوريين.

## التنسيق والأسلوب
يتألف قرآن قاليور حاليًا من 550 صفحة، ولكن من المقدر أن المجلد الأصلي كان يحتوي على حوالي 567 صفحة. يبلغ قياس المصحف حاليًا 29 × 22 سم والورق الذي كُتب عليه ذات ملمس ناعم ولامع. تحتوي معظم الصفحات على ثلاثة عشر سطرًا من النص باستثناء الصفحات ذات التنسيق الخاص في بداية أربعة سور.

### النص والخط

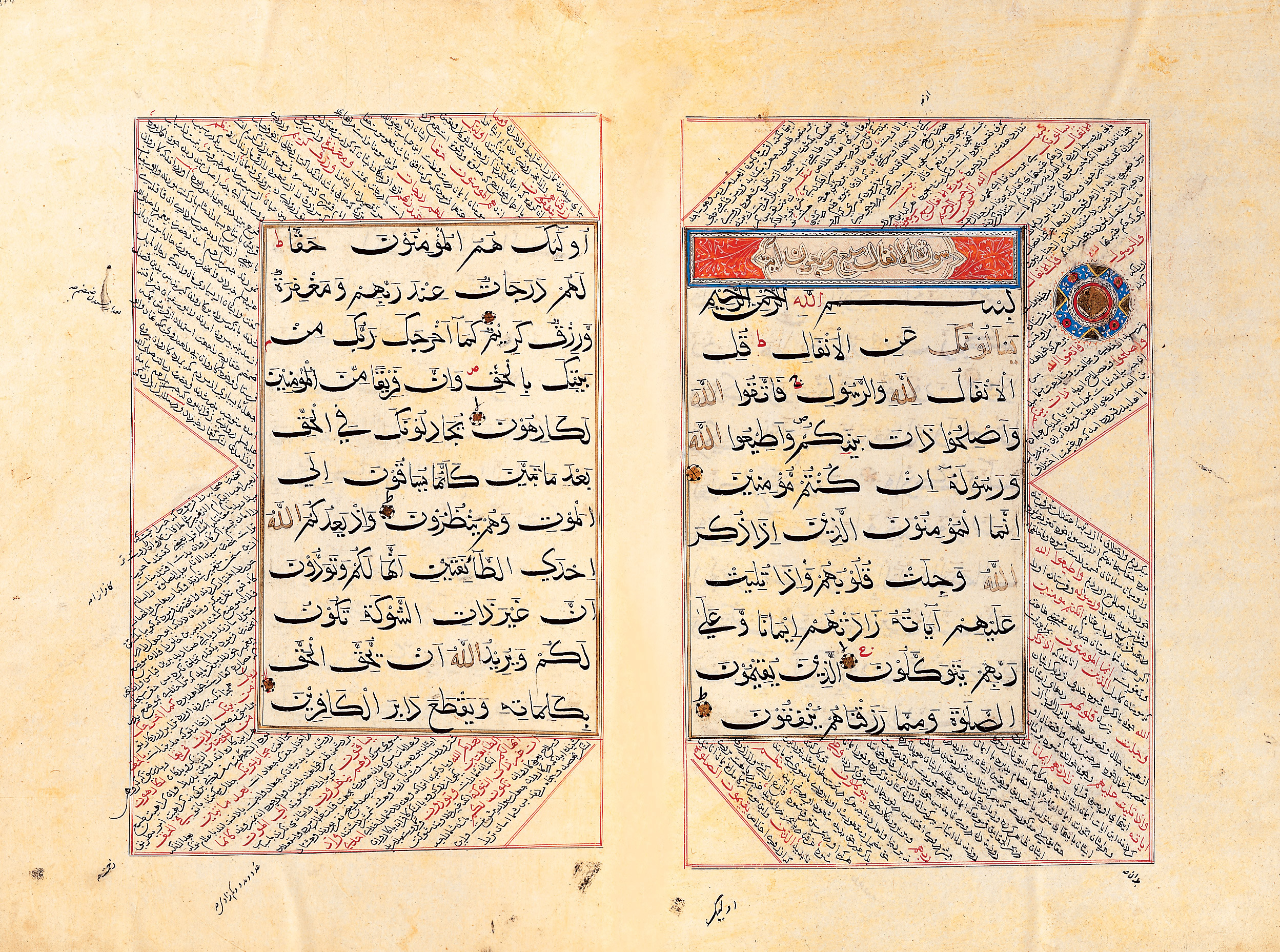
القرآن الكريم من القرن السادس عشر في الهند بالخط البهاري مع التعليق باللغة الفارسية، حيث كانت اللغة الفارسية في الهند وآسيا الوسطى هي لغة العلم والسياسة.

مصحف قاليور هو أقدم مصحف مؤرخ يستخدم الخط البهاري. يتميز النص بخطوط أفقية طويلة، وخطوط عمودية أقصر، ومسافات كبيرة بين الكلمات. وقد ظهر هذا النص بشكل أساسي في نسخ القرآن الكريم. على عكس العديد من المخطوطات الأخرى في النص البهاري، لا تستخدم مخطوطة قاليور الحبر الأسود، بل تستخدم بدلًا من ذلك الحبر الأزرق والأحمر والذهبي في نصها الرئيس. تتميز السطور الرئيسة للنص العربي بمسافات أنيقة وتتناوب بين الأزرق والأحمر والذهبي مع ترجمة فارسية مكتوبة بخط نسخ أصغر بينها.
إلى جانب استخدام الخط البهاري للنص الرئيس، دُمجَت الخطوط الشائعة في أماكن أخرى من العالم الإسلامي، مثل الخط الكوفي والخط المحقق المستخدم لعلامات الأجزاء وخط الثلث لعناوين السور. ويظهر استخدام هذه الخطوط التأثير الغوري في أسلوب المخطوطة. توجد في هوامش المخطوطة تعليقات توضيحية على قراءة أو تلاوة القرآن الكريم، وهي مكتوبة في الغالب بالحبر الأحمر والأزرق، ولكن بعضها يستخدم الحبر الأسود.

### الزخرفة
تتميز المخطوطة بزخارفها الغنية بالميداليات والعناصر النباتية والزخرفية والأنماط الهندسية. قبل كل جزء تقريبًا وأربع سور، توجد واجهتان مزخرفتان [الإنجليزية]. ومع ذلك، فإن الواجهة المزدوجة الأولى أكثر زخرفة بكثير من غيرها لأنها مزينة بالنجوم والأنماط الهندسية التي تشبه التصاميم الموجودة في المخطوطات التي صنعها الإلخانيون في إيران والمماليك في مصر في القرن الرابع عشر. تشير أوجه التشابه في الزخارف إلى وجود رابط ثقافي بين مبدعي قرآن قاليور وأجزاء أخرى من العالم الإسلامي.

## الاستخدام الفلكي
يتضمن قرآن قاليور قسمًا في نهاية المخطوطة لعلم الفلك والتنجيم والتنبؤ بالمستقبل من خلال تفسير أجزاء من القرآن الكريم، والمعروفة باسم الفلكنة القرآنية. يعتبر قرآن قاليور أقدم مصحف معروف يحتوي على فلنامه. يقع في الصفحات الست التي تلي الدعاء الذي يختم القرآن، وقبل نهاية القراءة.
تحتوي الفلنامه الموجودة في نهاية المخطوطة على مخطط شبكي ينسب لكل حرف من حروف الأبجدية العربية تنبؤًا للمستقبل. للعثور على الحرف، يبدأ القارئ بإجراء الوضوء. ويُؤمر القارئ بقراءة سور معينة، والسجود، وتلاوة الأدعية. بعد ذلك يجب على القارئ أن يفتح أي صفحة عشوائية في القرآن الكريم، ثم يعود سبع صفحات إلى الوراء قبل أن يجد الحرف الأول من السطر السابع في الصفحة. وهو فريد من نوعه لأن الآيات القرآنية تخاطب القارئ مباشرة، على النقيض من الأمثلة اللاحقة الأخرى من الآيات القرآنية التي عادة ما تكتب بضمير الغائب.